# Arena Monterrey
A Arena Monterrey é uma arena em Monterrey, Nuevo León, México acostumada a apresentar vários eventos como shows, eventos esportivos, circos, eventos privados e culturais, e convenções, entre outros. É operado pela Zignia, uma subsidiária da Avalanz.

## História
O projeto do estádio começou em 1989, quando a Asociación para el Fomento del Deporte y la Recreación (traduzido para português: AC Associação para a Promoção do Esporte e Lazer AC), liderada pelos empresários Jorge Lankenau e Hernán Garza, apresentou o projeto ao então presidente mexicano Carlos Salinas de Gortari. O projeto obteve o apoio do Governo do Estado de Nuevo León, que cedeu o terreno para a construção da arena dentro dos limites do Parque Fundidora. A construção do estádio foi originalmente planejada para começar em maio de 1992 e terminar em 1993, mas a construção na verdade começou em janeiro de 1994 e estava programada para ser concluída em 1996. No entanto, devido à crise econômica de 1994, o projecto foi adiado para anos posteriores.
Em abril de 2001, o então governador do estado de Nuevo León Fernando Canales Clariond convidou 11 grupos de investidores para discutir a possibilidade de reiniciar a construção da arena. Em 1º de junho de 2001, o governador anunciou que havia apenas 5 grupos de investidores que assumiriam o projeto e três semanas depois a Publimax S.A de C.V. Ele foi declarado vencedor por ser aquele com maior orçamento para investir no projeto (US$ 600 milhões de pesos). No último trimestre de 2003, o projeto estava quase concluído e o primeiro evento aconteceu na quarta-feira, 27 de novembro de 2003, com show de Juan Gabriel.
No dia 3 de julho de 2005, suas instalações foram utilizadas pela TV Azteca onde a Arena Monterrey assistiu à grande final da quarta geração do programa La Academia.

## Eventos
O estádio já sediou diversos eventos, como os seguintes:

### Esportes
- 2004 – Primeiro jogo da WNBA fora dos Estados Unidos: Detroit Shock x San Antonio Silver Stars.[1]
- 2006 – Jogo de pré-temporada da NBA: Denver Nuggets x Golden State Warriors.
- 2009 – Jogo de pré-temporada da NBA: Philadelphia 76ers x Phoenix Suns.
- 2015 – O 8º Campeonato Mundial Shito-Ryu Karate-Do foi realizado de 17 a 23 de outubro no local.[2]
- 2015 – Em 15 de novembro, aconteceu o evento UFC Fight Night 78 da empresa de artes marciais mistas, Ultimate Fighting Championship.[3][4]

### Concertos
| Cantores/Bandas                         | Data(s)                           |
| --------------------------------------- | --------------------------------- |
| 2003                                    |                                   |
| Juan Gabriel                            | 27 de novembro                    |
| 2004                                    |                                   |
| Luis Miguel                             | 20–23 de fevereiro                |
| Thalía                                  | 1° de maio                        |
| KISS                                    | 14–15 de maio                     |
| The Cure                                | 2 de setembro                     |
| Yes                                     | 22 de setembro                    |
| Backstreet Boys                         | 19 de outubro                     |
| Green Day                               | 19 de outubro                     |
| Yanni                                   | 3 de dezembro                     |
| 2005                                    |                                   |
| Duran Duran                             | 23 de fevereiro                   |
| The Beastie Boys                        | 5 de março                        |
| America                                 | 16 de março                       |
| Asia                                    | 28 de abril                       |
| Tiziano Ferro                           | 23 de julho                       |
| The Eagles                              | 4 de novembro                     |
| Ricky Martin                            | 17 de novembro                    |
| Def Leppard                             | 19 de novembro                    |
| 2006                                    |                                   |
| Luis Miguel                             | 2–5 de março                      |
| Mötley Crüe                             | 22 de março                       |
| The Black Eyed Peas                     | 5 de abril                        |
| Mägo de Oz                              | 27 de abril                       |
| Depeche Mode                            | 7 de maio                         |
| Hilary Duff                             | 16 de maio                        |
| Alejandra Guzmán                        | 27 de julho                       |
| Poison                                  | 2 de setembro                     |
| Kenny G                                 | 12 de novembro                    |
| Meat Loaf & Neverland Express           | 15 de novembro                    |
| The Pet Shop Boys                       | 16 de novembro                    |
| Morrissey                               | 18 de novembro                    |
| Journey                                 | 21 de novembro                    |
| INXS                                    | 23 de novembro                    |
| Joaquín Sabina                          | 29 de novembro                    |
| Andrea Bocelli                          | 6 de dezembro                     |
| The Killers                             | 12 de dezembro                    |
| 2007                                    |                                   |
| Moderatto                               | 26 de janeiro                     |
| Zoé                                     | 31 de janeiro                     |
| Michael Bolton                          | 21 de fevereiro                   |
| Placebo                                 | 14 de março                       |
| Julio Iglesias                          | 16 de março                       |
| Álex Ubago                              | 18 de março                       |
| Il Divo                                 | 19 de março                       |
| Ricky Martin                            | 30–31 março 15–16 setembro        |
| Mägo de Oz                              | 5 de maio                         |
| Pepe Aguilar                            | 9 de maio                         |
| Emmanuel                                | 18 de maio                        |
| Guns N' Roses                           | 2 de junho                        |
| The Beach Boys                          | 7 de junho                        |
| Alice Cooper                            | 15 de junho                       |
| Beyoncé                                 | 11 de julho                       |
| Gwen Stefani                            | 13 de julho                       |
| Erasure                                 | 19 de julho                       |
| Scorpions                               | 17 de agosto                      |
| Trilha sonora da Lola, érase una vez    | 31 de agosto                      |
| Heaven & Hell                           | 1° de setembro                    |
| Manzarek–Krieger                        | 3 de outubro                      |
| Ricardo Montaner                        | 4 de outubro                      |
| Daddy Yankee                            | 12 de outubro                     |
| Incubus                                 | 17 de outubro                     |
| Joan Manuel Serrat                      | 19 de outubro                     |
| Franco de VIta                          | 26 de outubro                     |
| Daft Punk                               | 2 de novembro                     |
| Evanescence                             | 7 de novembro                     |
| Kenny Rogers                            | 10 de novembro                    |
| The Police                              | 27–28 de novembro                 |
| Billy Joel                              | 9 de dezembro                     |
| 2008                                    |                                   |
| Hilary Duff                             | 12 de janeiro                     |
| Paul van Dyk                            | 19 de janeiro                     |
| Toto                                    | 5 de fevereiro                    |
| Maná                                    | 7–8 de fevereiro                  |
| Deep Purple                             | 14 de fevereiro                   |
| Jesús Adrián Romero                     | 16 de fevereiro                   |
| Panda                                   | 17 de fevereiro                   |
| Iron Maiden                             | 22 de fevereiro                   |
| Bob Dylan                               | 29 de fevereiro                   |
| Backstreet Boys                         | 12 de março                       |
| Café Tacvba                             | 28 de março                       |
| Rod Stewart                             | 1° de abril                       |
| Korn                                    | 11 de abril                       |
| The Smashing Pumpkins                   | 16 de abril                       |
| John Digweed                            | 19 de abril                       |
| Groove Armada                           | 24 de abril                       |
| Enrique Iglesias                        | 26 de abril                       |
| Creedence Clearwater Revisited          | 28 de maio                        |
| Ennio Morricone                         | 29 de maio                        |
| Sin Bandera                             | 31 de maio                        |
| Mägo de Oz                              | 1 de junho                        |
| Roberto Carlos                          | 13 de junho                       |
| Menudo                                  | 18 de junho                       |
| Alizée                                  | 25 de junho                       |
| The Orchestra                           | 28 de junho                       |
| Muse                                    | 16 de julho                       |
| The Human League                        | 13 de agosto                      |
| Lupita D'Alessio                        | 18 de agosto                      |
| Wisin & Yandel                          | 30 de agosto                      |
| Scorpions                               | 21 de setembro                    |
| Julio Iglesias                          | 22 de setembro                    |
| Simple Plan                             | 2 de outubro                      |
| Amanda Miguel & Diego Verdaguer         | 3 de outubro                      |
| Gloria Trevi                            | 4 de outubro                      |
| Mötley Crüe                             | 7 de outubro                      |
| Joan Sebastian                          | 11 de outubro                     |
| Kanye West                              | 18 de outubro                     |
| Drake Bell                              | 18 de outubro                     |
| Stone Temple Pilots                     | 21 de outubro                     |
| Ricardo Montaner                        | 23–24 de outubro                  |
| Judas Priest                            | 27 de outubro                     |
| Maldita Vecindad                        | 31 de outubro                     |
| Juanes                                  | 1 de novembro                     |
| Maroon 5                                | 2 de novembro                     |
| Sarah Brightman                         | 4 de novembro                     |
| Miguel Bosé                             | 13 de novembro                    |
| Emmanuel                                | 15 de novembro                    |
| Alejandra Guzmán                        | 18 de novembro                    |
| Juan Gabriel                            | 20–22 de novembro                 |
| Gondwana                                | 22 de novembro                    |
| Oasis                                   | 29 de novembro                    |
| New Kids on the Block                   | 4 de dezembro                     |
| Intocable                               | 5–6 de dezembro                   |
| Tiësto                                  | 12 de dezembro                    |
| Celine Dion                             | 13 de dezembro                    |
| 2009                                    |                                   |
| Rihanna                                 | 22 de janeiro                     |
| Alejandro Fernández                     | 23–24 de janeiro 7–8 de maio      |
| Moderatto                               | 29 de janeiro                     |
| Chicago                                 | 11 de fevereiro                   |
| Ha*Ash                                  | 13 de fevereiro                   |
| Alanis Morissette                       | 18 de fevereiro                   |
| Luis Miguel                             | 19–22 de fevereiro                |
| Keane                                   | 28 de fevereiro                   |
| Hombres G                               | 7 de março 2 de dezembro          |
| Backstreet Boys                         | 9 de março                        |
| Enrique Bunbury                         | 20 de março                       |
| Enrique Iglesias                        | 25 de março                       |
| Santana                                 | 26 de março                       |
| Peter Gabriel                           | 31 de março                       |
| Los Fabulosos Cadillacs                 | 16 de abril                       |
| The Rasmus                              | 25 de abril                       |
| Calle 13                                | 15 de maio                        |
| Café Tacvba                             | 19 de junho                       |
| Ricardo Arjona                          | 26–27 de junho 17 de julho        |
| La Quinta Estación                      | 24 de julho                       |
| Jonas Brothers                          | 31 de julho                       |
| Testament                               | 12 de setembro                    |
| Marc Anthony                            | 23 de setembro                    |
| The Pet Shop Boys                       | 29 de setembro                    |
| Depeche Mode                            | 6 de outubro                      |
| Joan Sebastian                          | 11 de outubro                     |
| Sarah Brightman                         | 11 de outubro                     |
| Laura Pausini                           | 12 de outubro                     |
| Yanni                                   | 13 de outubro                     |
| Gloria Trevi                            | 16 de outubro                     |
| Kings of Leon                           | 24 de outubro                     |
| Gloria Estefan                          | 1 de novembro                     |
| The Killers                             | 3 de novembro                     |
| Paulina Rubio                           | 18 de novembro                    |
| Jesús Adrián Romero                     | 4 de dezembro                     |
| Panda                                   | 6 de dezembro                     |
| 2010                                    |                                   |
| Yeah Yeah Yeahs                         | 23 de janeiro                     |
| Alejandra Guzmán                        | 17 de fevereiro                   |
| The Cranberries                         | 18 de fevereiro 24–25 de setembro |
| Yuridia                                 | 26 de fevereiro                   |
| Pitbull                                 | 27 de fevereiro                   |
| REO Speedwagon                          | 4 de março                        |
| Alejandro Sanz                          | 6–7 de março                      |
| Nelly Furtado                           | 15 de março                       |
| Franz Ferdinand                         | 7 de abril                        |
| Diana Krall                             | 11 de abril                       |
| Magnet                                  | 17 de abril                       |
| Mägo de Oz                              | 22 de abril                       |
| Joaquín Sabina                          | 29 de abril                       |
| Tokio Hotel                             | 30 de abril                       |
| Eros Ramazzotti                         | 7 de maio                         |
| Lupita D'Alessio                        | 8 de maio                         |
| Roberto Carlos                          | 15 de maio                        |
| Creed                                   | 30 de maio                        |
| Drake Bell                              | 18 de junho                       |
| Alejandro Fernández                     | 9 de julho 15 de outubro          |
| Jenni Rivera                            | 24 de julho                       |
| Scorpions                               | 4 de setembro                     |
| OV7                                     | 22 de outubro                     |
| Paul Oakenfold                          | 28–29 de outubro                  |
| Ana Gabriel                             | 30 de outubro                     |
| Stone Temple Pilots                     | 28 de novembro                    |
| 2011                                    |                                   |
| Chicago                                 | 13 de janeiro                     |
| Deep Purple                             | 24 de fevereiro                   |
| Backstreet Boys                         | 18 de março                       |
| Yes                                     | 28 de março                       |
| OV7                                     | 2 de abril                        |
| Journey                                 | 13 de abril                       |
| Mikel Erentxun                          | 13 de maio                        |
| Kylie Minogue                           | 16 de maio                        |
| Poison                                  | 1 de junho                        |
| Moderatto                               | 14 de junho                       |
| Camila                                  | 29 de julho                       |
| Michael Bublé                           | 18 de agosto                      |
| Katy Perry                              | 5 de setembro                     |
| Tears for Fears                         | 21 de setembro                    |
| Justin Bieber                           | 30 de setembro                    |
| Johann Strauss Orchestra                | 16 de outubro                     |
| Maná                                    | 21–22 de outubro                  |
| Guns N' Roses                           | 23 de outubro                     |
| Ricky Martin                            | 4 de novembro                     |
| Morrissey                               | 5 de dezembro                     |
| Mägo de Oz                              | 16 de dezembro                    |
| 2012                                    |                                   |
| Evanescence                             | 26 de janeiro                     |
| Laura Pausini                           | 10 de fevereiro                   |
| Jamiroquai                              | 27 de fevereiro                   |
| Luis Miguel                             | 1–2 de março                      |
| Santana                                 | 9 de março                        |
| Ricardo Arjona                          | 20 de março                       |
| Yanni                                   | 22 de março                       |
| Il Volo                                 | 21 de abril                       |
| James                                   | 25 de abril                       |
| Paulina Rubio                           | 28 de abril                       |
| Demi Lovato                             | 3 de maio                         |
| New Kids on the Block                   | 26 de junho                       |
| Maroon 5                                | 14 de agosto                      |
| Rod Stewart                             | 19 de agosto                      |
| Keane                                   | 29 de agosto                      |
| Scorpions                               | 5 de setembro                     |
| Def Leppard                             | 6 de setembro                     |
| The Smashing Pumpkins                   | 23 de setembro                    |
| KISS                                    | 1 de outubro                      |
| Bryan Adams                             | 18 de outubro                     |
| Joan Manuel Serrat                      | 23 de outubro                     |
| Gloria Trevi                            | 27 de outubro                     |
| Hombres G                               | 7 de novembro                     |
| Joaquín Sabina                          | 12 de novembro                    |
| Jesús Adrián Romero                     | 17 de novembro                    |
| Jenni Rivera                            | 8 de dezembro                     |
| 2013                                    |                                   |
| Chicago                                 | 26 de fereveiro                   |
| Jamiroquai                              | 28 de fereveiro                   |
| 3 Doors Down & Daughtry                 | 9 de março                        |
| The Killers                             | 9–10 de abril                     |
| Garbage                                 | 16 de abril                       |
| Big Time Rush                           | 15 de agosto                      |
| Beyoncé                                 | 24 de setiembro                   |
| Muse                                    | 9 de outubro                      |
| The xx                                  | 11 de outubro                     |
| Sarah Brightman                         | 7 de outubro                      |
| La Arrolladora Banda El Limón           | 9 de novembro                     |
| Roger Hodgson                           | 10 de novembro                    |
| 2014                                    |                                   |
| Franco De Vita                          | 1 de fevereiro                    |
| Big Time Rush                           | 13 de fevereiro                   |
| Romeo Santos                            | 7 de março                        |
| Il Divo                                 | 30 de abril–1° de maio            |
| Avril Lavigne                           | 13 de maio                        |
| Demi Lovato                             | 17 de maio                        |
| Michael Bublé                           | 6–7 de agosto                     |
| Bruno Mars & The Hooligans              | 5–6 de setembro                   |
| Miley Cyrus                             | 16–17 de setembro                 |
| OV7                                     | 14 de outubro                     |
| Katy Perry                              | 14–15 de outubro                  |
| Laura Pausini                           | 18 de novembro                    |
| Juan Gabriel                            | 27–28 de novembro                 |
| Intocable                               | 4–6 de dezembro                   |
| 2015                                    |                                   |
| Gloria Trevi                            | 31 de janeiro                     |
| Romeo Santos                            | 11 de fevereiro                   |
| Chicago                                 | 7 de março                        |
| Ricardo Montaner                        | 19 de março                       |
| Santana                                 | 21 de março                       |
| Linkin Park                             | 25 de junho                       |
| 2016                                    |                                   |
| Super Junior                            | 3 de julho                        |
| Laura Pausini                           | 10 de agosto                      |
| Eros Ramazzotti                         | 20 de outubro                     |
| Mariah Carey                            | 9 de novembro                     |
| Los Plebes del Rancho & Christian Nodal | 25 de novembro                    |
| Sarah Brightman                         | 5 de dezembro                     |
| 2017                                    |                                   |
| Fifth Harmony & Becky G                 | 11 de outubro                     |
| J Balvin                                | 1 de novembro                     |
| Intocable                               | 30 de novembro–2 de dezembro      |
| Carlos Rivera                           | 8 de dezembro                     |
| Maluma                                  | 13 de dezembro                    |
| 2018                                    |                                   |
| Reik                                    | 2 de fevereiro                    |
| Katy Perry                              | 8–9 de maio                       |
| Sam Smith                               | 25 de julho                       |
| Laura Pausini                           | 31 de julho                       |
| Roger Waters                            | 9 de dezembro                     |
| 2019                                    |                                   |
| Twenty One Pilots                       | 1° de maio                        |
| 2020                                    |                                   |
| Backstreet Boys                         | 24–25 de fevereiro                |
| 2021                                    |                                   |
| 2022                                    |                                   |
| Karol G                                 | 9 de junho                        |
| Harry Styles                            | 22 de novembro                    |
| 2023                                    |                                   |